# Alister Grierson

## Alister Grierson
Alister Grierson é um diretor de cinema e roteirista australiano.
Nascido em 1969 em Camberra, possui formação em Economia e Artes pela Universidade Nacional da Austrália, além de estudar japonês em Tóquio.
Alister desenvolveu seu interesse pela produção de filmes na universidade, sendo responsável pela filmagem de 15 curta-metragens, alguns deles merecedores de premiações .
Em 2009 Grierson foi convidado por James Cameron aos estúdios de filmagem de Avatar e foi selecionado para dirigir o drama Santuário utilizando um novo sistema de cameras desenvolvido por Cameron, o mesmo usado na captura de imagens 3D de Avatar .
O roteiro de Santuário foi inspirado na experiência de quase morte de um dos escritores Andrew Wight que ficou preso em uma caverna em Planície de Nullarbor, Austrália. Santuário alcançou a receita mundial de $108.943.221,00 em Outubro de 2011 .
Grierson dirigiu os três episódios finais da primeira temporada da série premiada pela ABC, Nowhere Boys e atualmente está filmando os episódios da segunda temporada da série .

## Filmografia
- 2004 : Flight - curta-metragem
- 2004 : Burning Ambition - curta-metragem
- 2005 : Bomb - curta-metragem
- 2005 : Behind the Plastic Bubble - curta-metragem
- 2006 : Kokoda
- 2011 : Sanctum
- 2014 : Mary Mother of Christ